# Юнацька збірна СРСР з футболу (U-20)
Юнацька збірна СРСР з футболу (U-20) — національна футбольна збірна із гравців віком до 20 років, яка представляла СССР із середини 1970-х до розпаду цієї держави на початку 1990-х. Керівництво командою здійснювала Федерація футболу СРСР.
Команда скликалася для участі у Молодіжному чемпіонаті світу, а також брала участь у товариських змаганнях.

## Виступи на чемпіонатах світу U-20
| Рік    | Раунд              | І  | В  | Н | П | Г+ | Г- |
| ------ | ------------------ | -- | -- | - | - | -- | -- |
| 1977   | переможець         | 5  | 2  | 3 | 0 | 7  | 4  |
| 1979   | друге місце        | 6  | 3  | 1 | 2 | 12 | 7  |
| 1981   | не кваліфікувалася | –  | –  | – | – | –  | –  |
| 1983   | груповий етап      | 3  | 0  | 0 | 3 | 3  | 6  |
| 1985   | четверте місце     | 6  | 3  | 3 | 0 | 10 | 3  |
| 1987   | не кваліфікувалася | –  | –  | – | – | –  | –  |
| 1989   | чвертьфінал        | 4  | 3  | 1 | 0 | 11 | 6  |
| 1991   | третє місце        | 6  | 3  | 1 | 2 | 9  | 6  |
| Усього | 6/8                | 30 | 14 | 9 | 7 | 52 | 32 |